# Shorthorn

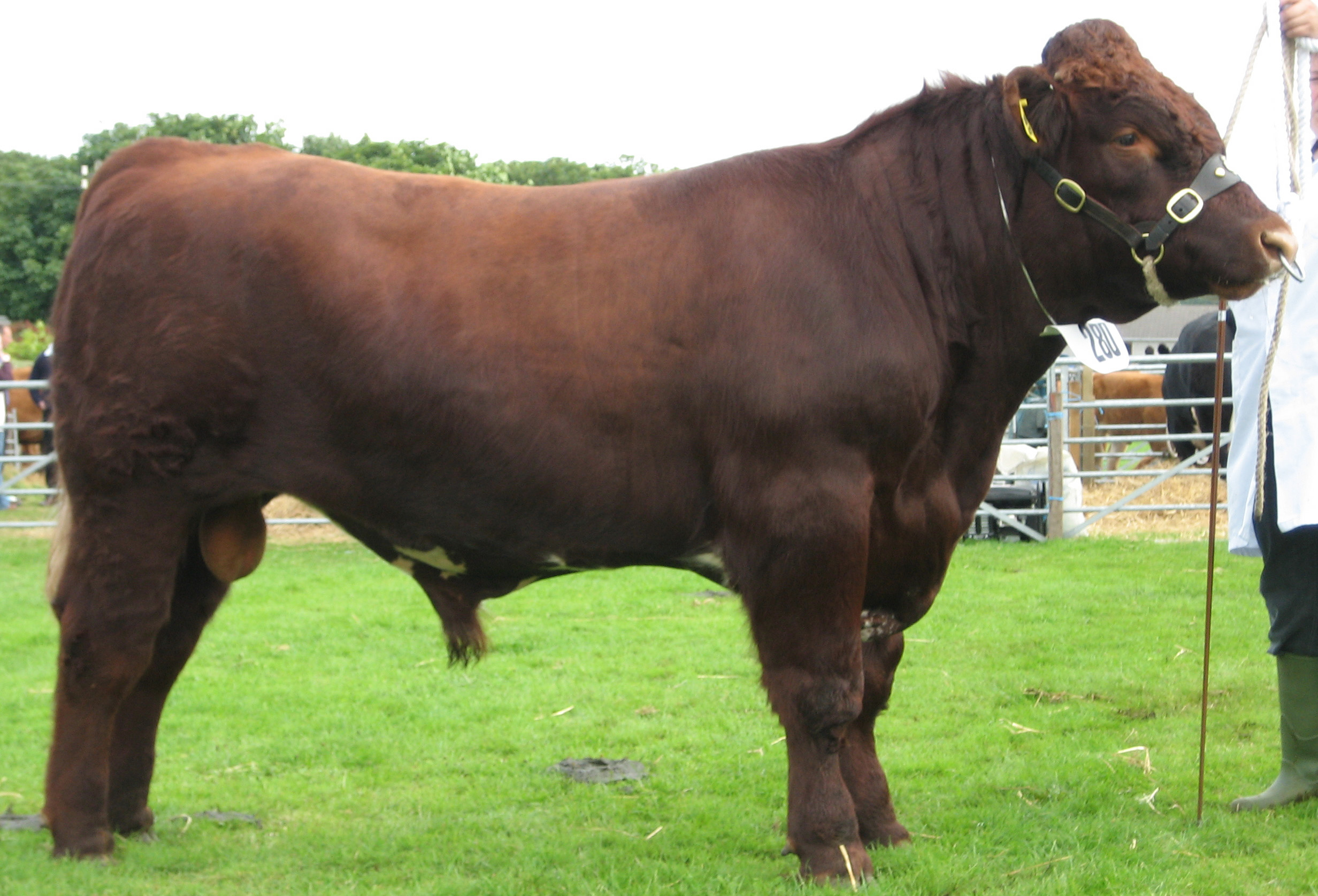
Een Shorthornstier

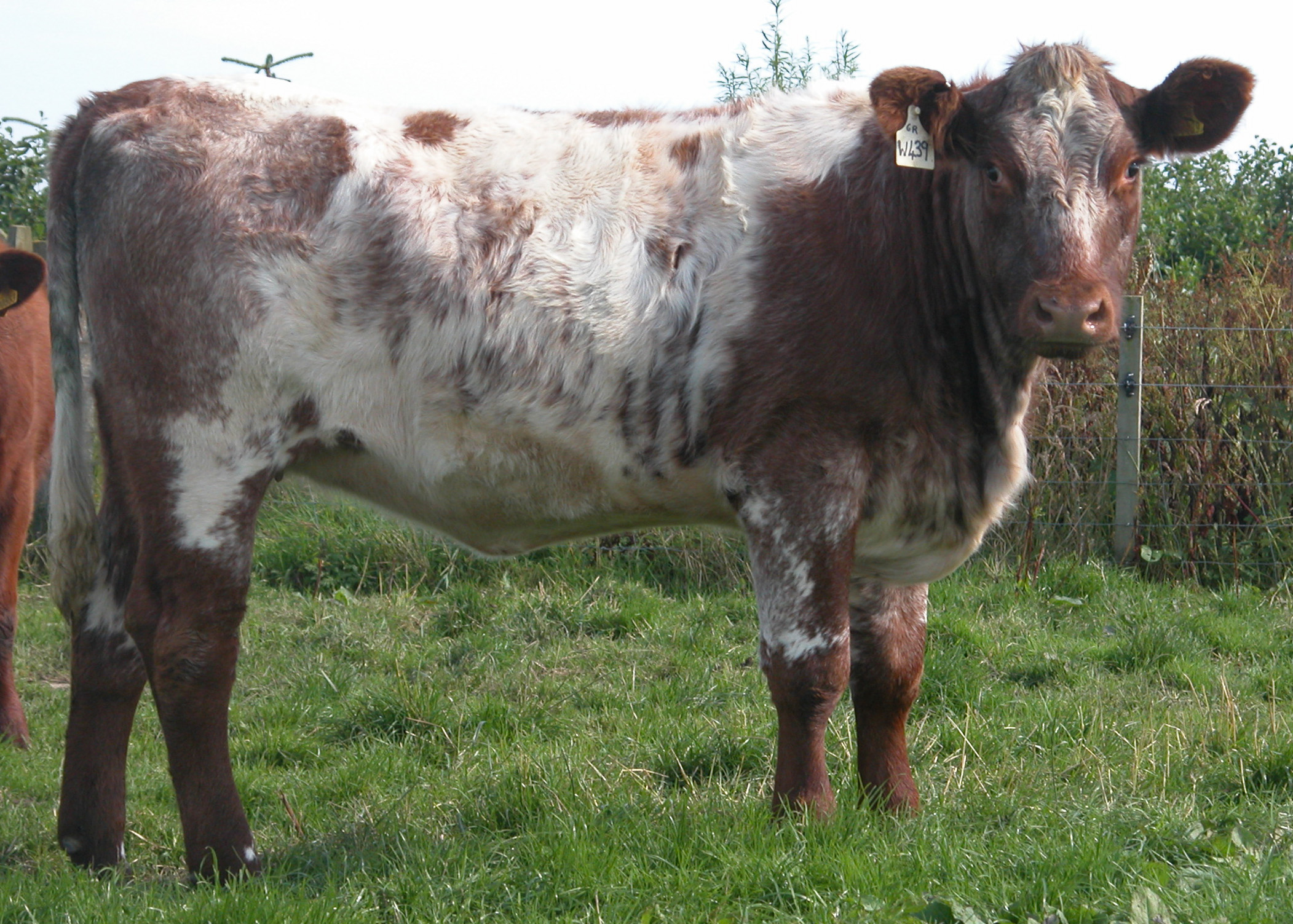
Jonge Shorthornkoe

De Shorthorn of Durham is een rundveeras  dat ontstond in Noordoost-Engeland in de 18e eeuw.
Het was oorspronkelijk een dubbeldoelras maar is nu opgesplitst in twee aparte rassen: de Beef Shorthorn en de Dairy Shorthorn. Ze stammen af van een ras dat uitstierf in de 16e eeuw en bekendstond om zijn korte hoorns. In het midden van de jaren 1800, selecteerden Schotse fokkers dieren die toegenomen compactheid bezaten, dik genoeg waren en de mogelijkheid hadden om op vroege leeftijd te rijpen en vet te mesten, wat resulteerde in het huidige Shorthornras. In de 19e eeuw was het een rundveeras met grote verspreiding in West-Europa en Noord-Amerika en stond het aan de basis voor enkele moderne rassen, zoals het Belgisch witblauw.